# 光碟燒錄技術
刻录（英語：Optical disc authoring）是個人或家庭式光盘制作的过程，有別於工业上是通过压制来制作光盘。

## 格式

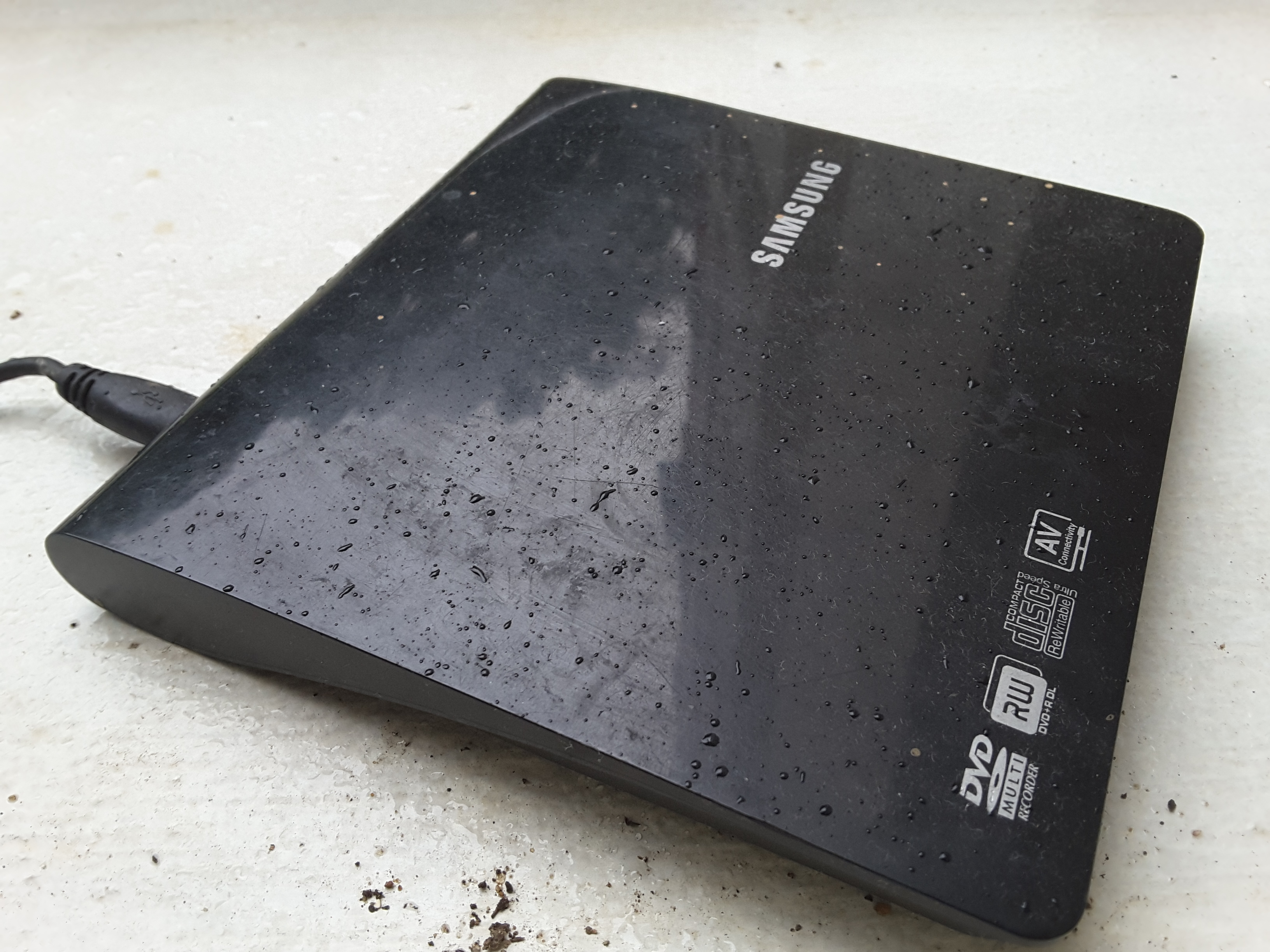
三星DVD光碟燒錄器

市场上可供刻录的光碟模式有几种，它们大致上分别以下：
- CD-R可录光碟。
- CD-RW可重写光碟。
- DVD+R以資料儲存為主，影音效果較差。
- DVD-R可燒錄影音。
- DVD-RW可重復燒錄、刪除；以影音燒錄為主。
- DVD-RAM可重復燒錄、刪除；以資料儲存為主。
- DVD+RW可重復燒錄、刪除；可儲存資料或影音媒體。
- BD-R可燒錄影音和資料儲存。
- BD-RE可重復燒錄、刪除。

非工业的光碟刻录硬件可以包括消费者采用的刻录机。它是录光碟的必备工具之一。除此之外，通常刻录光碟也需要例如Nero或者K3b的软件。

## 参看
- DiscT@2——一种支持在CD-R数据面上刻录图案的技术
- 闪刷——与DiscT@2类似，但是只能在DVD-R或者DVD+R上使用
- 光速寫——在光盘的非数据面进行图案记录的技术
- ISO 9660